# Ті, що греблі рвуть (пластовий курінь)
«Ті, що греблі рвуть» — перший курінь старших пластунок і сеньйорок, створений у Львові 1927 для виховної праці в юнацтві, пізніше і в новацтві Пласту (зокрема в таборах на Соколі, в Космачі-Брустурах). 1945 курінь приєднався до відновлення Пласту в еміграції, забезпечивши кадри керівниць і виховниць (Школа Булавних); 1950 поширив свою діяльність на акцію допомоги українській науці й культурі (зокрема розпочав «Акцію Сарсель») і родинам репресованих. Станом на 1978 рік нараховував 105 членів; курінні: Д. Герасимович, С. Мойсеович, Г. Коренець, Л. Волинець; керівні чл.: К. Паліїв, М. Чиж, О. Джиджора, Т. Горохович, О. Кузьмович, Г. Герасимович, Д. Даревич, Г. Гірняк, Д. Горбачевська. Неперіодичне видання — «Вістовик».

## Історія куреню

### Заснування
«Ті, що греблі рвуть на застоялих водах громадського життя» — так у 1926-1927 році пластунки із гуртків «Меви», «Рожі» і «Ластівки» з 2-го куреня УПЮ ім. Марти Борецької у Львові назвали свій старшопластунський курінь. Назву куреня взяли вони з «Лісової пісні» Лесі Українки.
Членки куреня поставили собі за завдання виховну працю з юнацтвом, а головно переводження таборів для юначок. Перший такий табір зорганізували «Греблі» у 1927 році на Соколі у Карпатах. Від того часу вони щороку приготовляли табори для юначок, як і також інструкторські табори для юначок і старших пластунок.
У 1930 році, польський уряд заборонив Пласт, проте «Греблі» далі вели виховну працю у таємному Пласті. У Перемишлі Цьопа Паліїв вела найбільше активну працю і притягала до куреня нових членок. Далі цікавилися виховними справами, організували табори на Соколі і на Гуцульщині. Тоді видавали журнал для молоді під назвою «На сліді», головною редакторкою якого була наша гребля Уляна Старосольська.

### Робота в таємному Пласті
В часи дії таємного Пласту «Греблі» активно працювали в різних громадських акціях. У 1932 році під час свята «Українська молодь Христові» «Греблі» брали участь як санітарна служба, як і також переводили різні санітарні вишколи. У 1937 році підготували виставку з нагоди 25-річчя Пласту. «Гребпі» були членками спортового товариства «Стріла» та мандрівного «Плай».
Коли вибухла Друга світова війна, «Греблі» включилися у дію Виховної Спільноти Української Молоді (ВСУМ), що заступив Пласт під час зайняття німцями Львова і Західної України. «Греблі» переводили табори для юначок між 1941 і 1944 роками. Членки куреня допомагали багато в праці Українського Червоного Хреста. В часі років війни декілька із членок куреня згинуло в тюрмах, в рядах УПА або померло заражених тифом, виконуючи санітарну службу.

### Період після Другої світової війни
У 1945-1946 роках, після закінчення другої світової війни, пластунки зійшлися разом в Європі і відновили курінь як 2 курінь УПС. Якраз тоді, коли відновився Пласт, і багато членок куреня зайняли провідні місця в Пласті, головно пл.сен. Цьопа Паліїв, Ганка Коренець, Ганка Герасимович, Фалина Любінецька, Ірина Чайківська, Тоня Горохович та інші.
Еміграція українців в світ рознесла «гребельок» по нових країнах поселення, та вони зразу взялися до пластової праці зокрема в Америці і Канаді. В тих країнах два юнацькі гуртки, «Ромени» в Канаді і «Вивірки» в Нью-Йорку, відновили старшопластунський курінь УСП «Ті, що греблі рвуть», що дістав число 4. Перша зустріч обох куренів УСП і УПС відбулася у 1960 році. Членки обох куренів далі ставили собі як ціль виховну працю з юначками, організували табори, вишкільні курси та від 1968 року вишколи, знані під назвою «Школа Булавних».
З ініціятиви Цьопи Паліїв створено Кадру Пластових Виховників, видано підручники для виховної праці, перші іспити вмілостей для юначок.
Члени УПС «Ті, що греблі рвуть» працюють активно в Пласті і в громаді, особливо в українському шкільництві, жіночих організаціях, культурних, а зокрема у журналістиці.

### Видавнича справа
Крім того, «Греблі» постійно продовжують культуру друкованого слова. Доказом того вийшли заходами куреня три книжки. Обидва курені «Ті, що греблі рвуть» спільними силами уфундували вже після віднови українського Пласту три вартісні книжки.
Перша з них — це важливий підручник української мови пера Юрія Шереха під назвою «Нарис сучасної української мови», що появився у бібліотеці Українознавства Наукового Товариства ім. Тараса Шевченка в 1951 році.
У 1961 році з'явилося друге видання заходами куреня «Ті, щогреблі рвуть» за редакцією професора Юрія Луцького, мистецьке оформлення мистця Мирона Левицького. Для відзначення 100-ліття смерти Тараса Шевченкайого вибрані твори були у перекладах на англійську, німецьку і французьку мови із поданням українського тексту.
Третя книжка уфундована куренями «Ті, що греблі рвуть» на пошану бл. п. пл. сен. Цьопи Паліїв. Обширну історію куреня, яка є вміщена в тій книжці, написала Ганка Коренець. Збірку статей підготувала редакційна колегія під проводом пл. сен. Ольги Кузьмович.
Пл. сен. Марічка Артиш, членка Куреня в Україні, є авторкою видання «Навіщо моїй дитині Пласт? Про що запитують батьки», яке перейшло вже три передруки.
В 1968 році на спільній зустрічі курені вибрали Першу Греблю Ґанку Коренець, що мала персонально об'єднувати обидва курені. Пл. сен. Ганка Коренець була курінною УПС «Ті, що греблі рвуть» протягом 50 літ. Людина великого характеру, шляхетна, працьовита, скромна, ціле своє життя віддала Пластові. Нагороджена найвищим пластовим відзначенням — Хрестом Заслуги «За Значне Діло».

### Участь у розвитку Пласту
Членки куреня «Ті, що греблі рвуть» брали на себе великі відповідальні завдання за долю і розвій Пласту. Шість членок куреня були головами пластових організацій із повною посвятою та завзяттям виконували цей почесний обов'язок. А ними були:
1. сл. п. пл. сен. кер. др. Анна Герасимович — Голова Крайової Пластової Старшини у Великій Британії;
2. сл. п. пл. сен. кер. Кикелія-Цьопа Паліїв — Голова Крайової Пластової Старшини у Канаді;
3. пл. сен. кер. Ольга Кузьмович — Голова Крайової Пластової Старшини уЗСА;
4. пл. сен. кер. Євстахія Гойдиш — Голова Крайової Пластової Старшини у ЗСА;
5. пл. сен. кер. Дарія Даревич — Голова Крайової Пластової Старшини у Канаді;
6. пл. сен. кер. Іроїда Винницька — Голова Крайової Пластової Старшини у Канаді.

## Міжнародне поширення
Курінь «Ті, що греблі рвуть» є міжкрайовим куренем. Члени куреня творять плавні в Україні, Австралії, Канаді і США.
Члени-самітниці є в Аргентині, Франції, Великій Британії.
Плавні Австралії мають осідок у Вікторії і в Південній Австралії. Членки включаються в працю станиць, виконують функції виховників, членів станичної старшини, членів КПС, як рівно ж беруть участь в церковному і громадському житті, переводять заробіткові акції на розбудову «Сокола» в Австралії і на університет монаша і інші цілі. Зложили даток на розбудову табору «Сокіл» в Україні. Австралійська плавня у Вікторії може гордитись своєю членкою сл. п. пл. сен. Зіною Ботте. За її визначну і жертвенну працю для потерпілих жертв Чорнобиля Кабінет Міністрів України і Верховна Рада України надали їй звання «Чорнобильська Мати» і Почесний Генеральний Консул України в Австралії. Перша жінка (наша гребля) представляла Україну за кордоном. Звітування гребель Австралії є взірцеве і контакт з матірним куренем дружній.

## Діяльність
Членки куреня «Ті, що греблі рвуть» у Канаді працюють не тільки у Пласті, а й на різних постах громадського життя. Переводять табори, зустрічі, опрацьовують пластові виховні матеріали. Пл. сен. кер. Іроїда Винницька є головою СКВОР (Світова Координаційна Виховно-Освітня Рада), виконує важливу ділянку в розбудові українського шкільництва поза межами України.
Від самих початків існування куреня «Ті, що греблі рвуть» провід куреня мав на увазі вишкіл юнацьких виховників, особливо вишкіл таборових провідників, т. зв. «ШБ» — «Школа Булавних». Протягом 35 літ найкращі юнацькі виховниці здобували звання і заправу на тих вишколах. Ініціяторами цього вишколу були пл. сен. кер. Дора Горбачевська і пл. сен. кер. Ольга Кузьмович.
У 1991 році курінь «Ті, що греблі рвуть» власними коштами спровадив на «ШБ» пластунок із України. Ті, що відбули «ШБ», опісля перевели першу «ШБ» в Україні. Курінь «Ті, що греблі рвуть» щороку допомагає «ШБ» в Україні матеріалами і приладдями.
Членки куреня були в проводах ЮМПЗ та вложили багато праці у всіх Міжкрайових Зустрічах Пласту «МПЗ», починаючи від 1962 року на Вовчій Тропі, на Батурині — Канада 1967 р., в 1972 р. на Вовчій Тропі, в 1978 в Скелястих горах Альберта, Канада, в 1982 р. Вовча Тропа, 1987 — Канада і 1992 Вовча Тропа. Курінь переводив мистецькі виставки, ватри і хороводи.
Членки куреня брали участь у підготовці і переведенні Пластового Конгресу Другого та були в комісії вибору Начального Пластуна. Друга акція, якою зайнявся курінь, була «Поміч ближньому». Зразу пачки ішли до Німеччини для українських залишенців, опісля до Польщі. Відтак акція зосередилася вповні на допомозі переслідуваним в Україні та їхнім родинам. Спорадично посилки ішли до Бразилії, Румунії, Югославії і Словаччини. З відродженням України курінь висилає посилки книжок до бібліотек у Києві, Тернополі і до Криму. Із відходом у вічність сл. п. пл. сен. кер. Ґанки Коренець створено Видавничий Фонд її імені, який буде використаний у відповідний час. Плавня Нью-Йорк — Нью-Джерсі влаштовує щороку «Великодній Базар» і заробіток призначає на різні цілі.
Вислано 1000 доларів до ГПБ, щоб підтримати українську делегацію на Світове Скавтове Джемборі 1995 у Голяндії. Плавня зложила даток 500 дол. на видавництво «Пластовий Шлях», 1000 доларів на збереження української культури в українському музеї.
Останньо курінь заангажувався до помочі відновлення оселі «Сокіл» в Україні, там, де зродилася перша іскра любови до Пласту. Курінь придбав дві кімнати і присвятив їх Цьопі Паліїв і Ганці Коренець.
Курінь має визначних членок, які довгі роки служать Пластові. Довголітня редакторка «Готуйсь» пл. сен. кер. Тоня Горохович, а тепер голова «Українських Працівників Культури для дітей та молоді». Пл. сен. кер. Ольга Кузьмович — довголітня редакторка «Юнака», працює дальше в журналістиці.
Курінь має надійних старших пластунок із закінченою виховною освітою, володіють вправно двома мовами і перебрали на себе провід «Школи Булавних». Усі вони працюють на різних виховних постах по своїх осередках, ідейні і свідомі своїх великих завдань для діяспори і України.
Багато із куреня УПС і УСП є учительками в українознавчих школах і там несуть знання і любов до української культури і до України, яка тепер потребує великої нашої допомоги.
Членки куреня є також новацькими виховницями, очолювали крайові і головні проводи, вели новацькі табори, вишколи, дописують до «ВОР» і підготовляють різні виховні матеріали та сценки на новацькі імпрези.
Членки куреня є членами громадських організацій ті установ СФУЖО у ЗСА, в об'єднанні письменників «Слово», Український Музей, учительсака громада, а. найбільше працює в українознавчих школах.
Акція Сарселя — збірка, розпочата греблями на видання «Енциклопедії Українознавства» у Сарселі. На цю ціль зібрали тисячі долярів, ставши меценатом цієї акції.
У 1976 році курені УПС і УСП відзначили святочно 50-річчя існування куреня в Нью-Йорку та посвятили курінний прапор. Із того приводу появилось також «греблівське» число «Юнака».
Відзначка куреня символізує усі три ступені, які греблі переходять: габи, габенята і ті, що греблі рвуть. Курінні краски: бронзова, срібна і синя.
Провід куреня УПС видає неперіодичне курінне видання «Вістовик», а УСП «Пльоткар». Курінні ради УПС відбуваються що два роки, а УСП щороку. Теперішньою курінною УПС є пл. сен. Евстахія Гойдиш.

## Курінна традиція
“Ті, що греблі рвуть на застоялих водах громадського життя” – так у 1926-27 році пластунки із гуртків “Меви”, “Рожі” і “Ластівки” з 2-го куреня УПЮ ім. Марти Борецької у Львові назвали свій старшопластунський курінь.
Назву куреня взяли вони з “Лісової пісні” Лесі Українки. Відзначка куреня символізує усі три ступені, які греблі переходять: Габи, Габенята і Ті, що греблі рвуть. Курінні краски: коричнева (бронзова), срібна і блакитна.
Курінних гребель називаємо Лютими Габами (габа (гуц.) – хвиля), членки – габи, а кандидатки – Габенята і Ті, що гатки рвуть. Ті членки куреня, які мешкають далеко від осередку куреня, називаються “банувальницями” – від гуцульського слова банувати, що означає тужити. Заступник курінної – Сувора Сова, писар або редакторка курінної газетки називається Перелесник, скарбник – Скальник  або “Той, що в скалі сидить”, референтка кандидаток – Гірська Метелиця. Усе курінне знання ми черпаємо від Старого Дуба – очевидця рад і лісових великих таємниць. Дуб – це святочне дерево куреня.
Курінний клич – “ГЕЙ РУП!” Цей вигук уживають робітники при тяжкій праці, коли щось тяжкого підносять. Греблі зривати нелегко, тому вигук добрий, щоб улегшити працю. Курінна хроніка називається “Лісова пісня”.
Курінна рада називається – Великий Вир, позачергова – Раптовий Вир. А про іспити, через які мусять усі кандидатки перейти, кажуть – “Габи нею крутять”. Курінне видання – «Пльоткар».